# Alfa Romeo 33 Series
Alfa Romeo 33 (Серия 905 или 907) — компактный семейный автомобиль, выпускавшийся итальянской автомобильной компанией Alfa Romeo в 1983—1995 годах. По сути, автомобиль был продолжением своего предшественника — Alfasud. 33-я имела общую топологическую структуру и основывалась на том же шасси и других механических частях, хотя получила некоторые незначительные изменения. Основанная на базе Nissan, модель Alfa Romeo Arna была выпущена чуть позже, став аналогичной моделью, только по более низкой цене.
33-я заняла особое место в истории Alfa Romeo. За всё производство было выпущено около 1 миллиона автомобилей во всем мире. В ходе своей 11-летней жизни, 33 получила небольшой рестайлинг в 1986 году и значительное обновление в 1989 году. 33 прекратилась выпускаться в 1994 году и была заменена на Alfa Romeo 145 и 146. Эти модели также имели оппозитные двигатели, но уже были построены на другой платформе, производной от Fiat Tipo.

## Первая серия (1983—1986)
Сразу известная как Alfa 33 (Серия 905) — 5-дверныйхетчбэк был запущен в 1983 году, а версия универсала (сразу получившая обозначение Giardinetta, а чуть позднее SportWagon была представлена в следующем году как полноприводная версия хетчбэка. Хетчбэк был разработан Эрманно Крессони в Центре Стиля Alfa Romeo, а универсал был разработан ателье Pininfarina. В отличие от Alfasud, никогда не было создано 3-х дверной версии.
33-я стала знаменита свой проворным управлением и мощными оппозитными двигателями «Boxer», но также стала одинаково хорошо известна своей ненадежной электроникой и тенденцией к ржавчине (частая жалоба на итальянские автомобили того времени). Другой спорной точкой стала система торможения и увеличившийся вес. Внутренние передние дисковые тормоза(устанавливаемые на Alfasud рядом с коробкой передач) были перемещены на место рядом со ступицами колес. Задние дисковые тормоза как на Alfasud были заменены на барабанные тормоза.
Автомобиль оснащался огромным количеством инноваций от Alfa Romeo, включая настраиваемую вверх и вниз рулевую колонку, пластиковый капот и ящик для документов и вещей (нактоуз). Стильный дизайн поспособствовал старту продаж в Великобритании, Daily Mail отметила коэффициент аэродинамического сопротивления равный 0,36, а также впечатляющий дизайн для 1983 года, который лучше по сравнению с такими крупными автомобилями как Ford Sierra и Audi 100.

### Двигатели
| Двигатель | Тип    | Объём       | Топливная система           | Мощность                | Крутящий момент          |
| --------- | ------ | ----------- | --------------------------- | ----------------------- | ------------------------ |
| 1.2       | flat-4 | 1186 куб.см | Один карбюратор             | 50 кВт при 6,000 об/мин | 92 Н/м при 3,200 об/мин  |
| 1.3       | flat-4 | 1351 куб.см | Один карбюратор             | 58 кВт при 6,000 об/мин | 113Н/м при 3,500 об/мин  |
| 1.3       | flat-4 | 1351 куб.см |                             | 63 кВт при 5,800 об/мин | 121 Н/м при 4,000 об/мин |
| 1.5       | flat-4 | 1490 куб.см |                             | 62 кВт при 5,800 об/мин | 123 Н/м при 3,500 об/мин |
| 1.5       | flat-4 | 1490 куб.см | Пара карбюраторов           | 70 кВт при 5,750 об/мин | 133 Н/м при 4,000 об/мин |
| 1.5       | flat-4 | 1490 куб.см | Пара сдвоенных карбюраторов | 77 кВт при 6,000 об/мин | 136 Н/м при 4,000 об/мин |

## Рестайлинг (1986—1989)

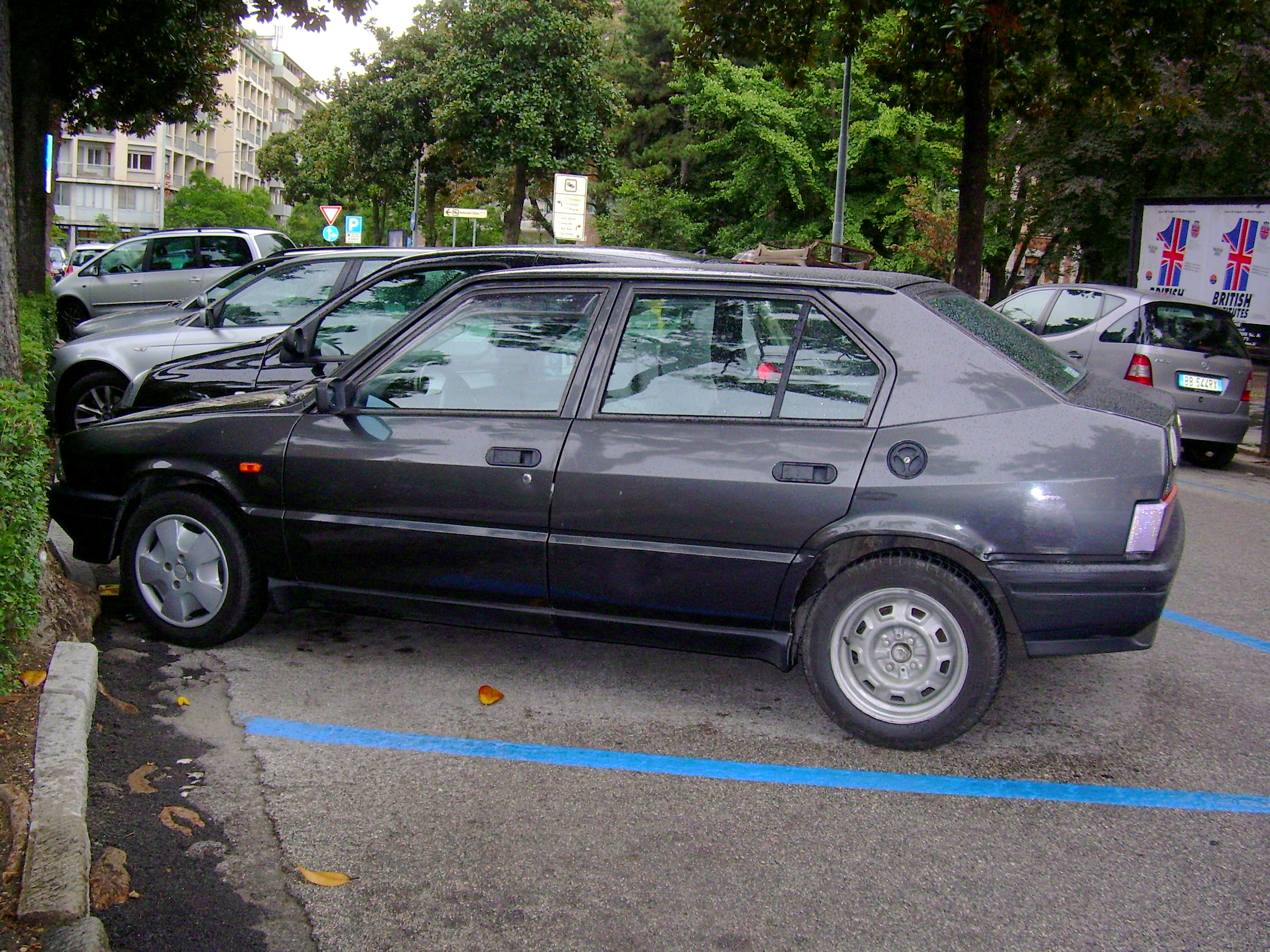
Alfa Romeo 33 (фейслифт)

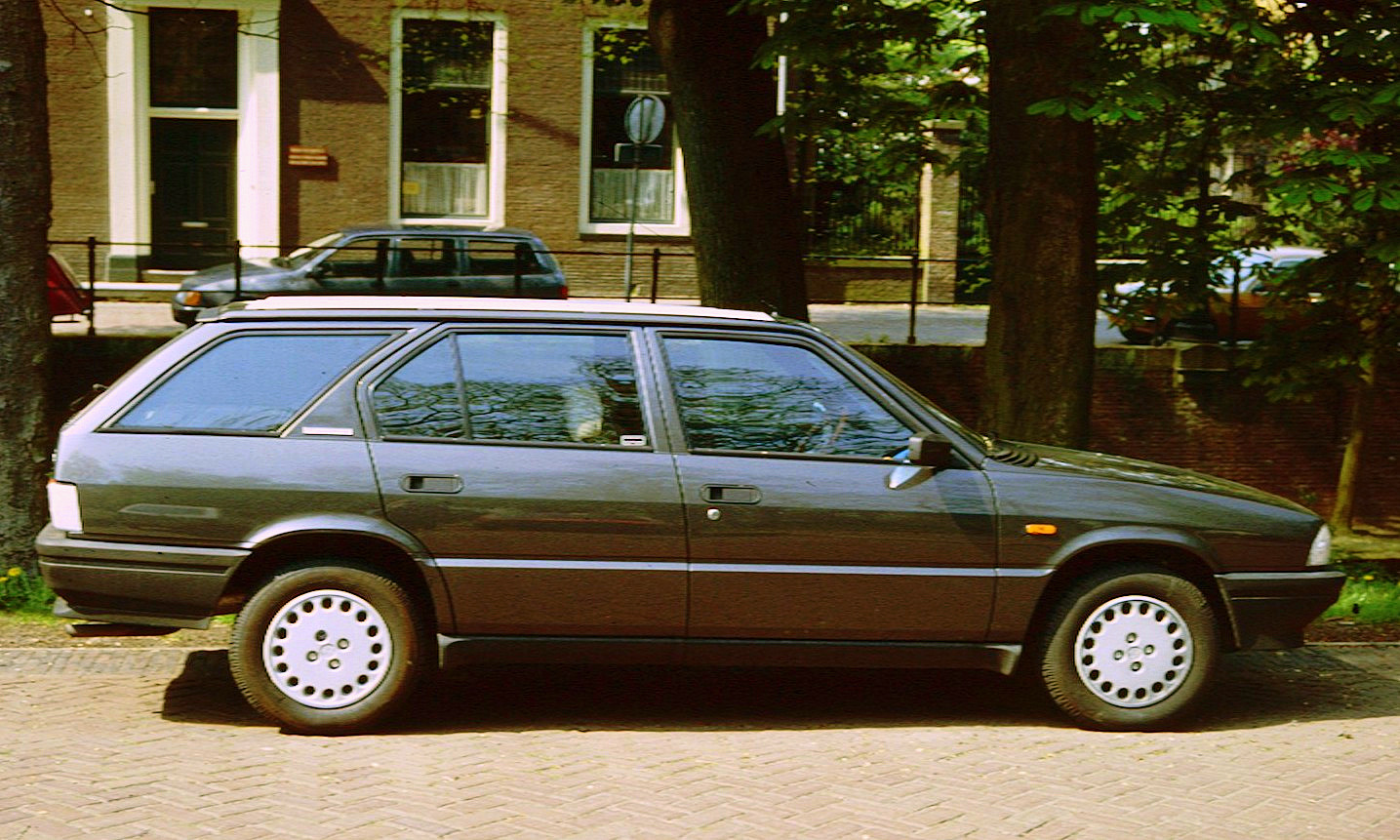
Alfa Romeo 33 (фейслифт) универсал

Первый рестайлинг был осенью 1986 года. Был слегка пересмотрен внешний вид и был представлен 1.7 литровый двигатель. Была добавлена упрощённая приборная панель, где был убран ящичек для вещей. Во внешнем стиле были небольшие изменения: незначительно поменялись решётки радиатора и бампера. Был также добавлен 1.8 л. дизельный двигатель, который был доступен только на некоторых рынках.

### Двигатели
| Двигатель           | Тип        | Объём       | Топливная система    | Мощность | Крутящий момент |
| ------------------- | ---------- | ----------- | -------------------- | -------- | --------------- |
| 1.3                 | flat-4     | 1351 куб.см | Один карбюратор      | 58 кВт   |                 |
| 1.3                 | flat-4     | 1351 куб.см | Пара карбюраторов    | 63 кВт   |                 |
| 1.5                 | flat-4     | 1490 куб.см | Пара карбюраторов    | 77 кВт   |                 |
| 1.5 i.e.            | flat-4     | 1490 куб.см | EFI                  | 72 кВт   |                 |
| 1.7                 | flat-4     | 1712 куб.см | Пара карбюраторов    | 87 кВт   |                 |
| Дизельный двигатель |            |             |                      |          |                 |
| 1.8 TD              | straight-3 | 1779 куб.см | Нагнетатель «KKK 14» | 54 кВт   | [ 7 ]           |

## Вторая серия (1990—1995)

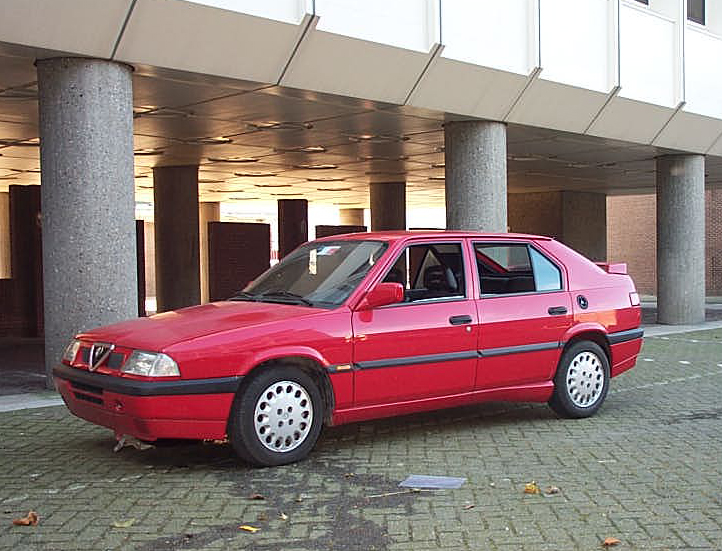
Alfa Romeo 33 (Series II)

33 получила более крупный рестайлинг в конце 1989 года. Серия II или 'Nuova' 33 (Серия 907) появилась в продаже в январе 1990 года. Одной из особенностей был переделанный интерьер, установка инжектора, новый дизайн переда и задней части автомобиля в соответствии с новым «семейным дизайном» Alfa, установленный на флагманском 164. Был обновлен 1.7 литровый 16-ти клапанный двигатель, теперь выдававший 137 л.с. (101 кВт). Также стала доступна полноприводная версия с 1992 года, названая Permanent 4, впоследствии ставшая называться Q4. Последние модели 33-й не страдают от проблем со ржавчиной по сравнению с предками, а их рамы были оцинкованы с начала выпуска 164.

### Двигатели
| Двигатель           | тип        | Объём        | Топливная система                                                     | Мощность                    | Крутящий момент              |
| ------------------- | ---------- | ------------ | --------------------------------------------------------------------- | --------------------------- | ---------------------------- |
| 1.2                 | flat-4     | 1186 куб.см  | сдвоенные карбюраторы                                                 | 57 кВт при 6,000 об/мин     | 95 Н/м при 4,500 об/мин      |
| 1.3                 | flat-4     | 1 351 куб.см | сдвоенные карбюраторы от Weber                                        | 63-66 кВт при 6,000 об/мин  | 119-122 Н/м при 4,500 об/мин |
| 1.3 IE              | flat-4     | 1351 куб.см  | Marelli IAW, на некоторых рынках Bosch Jetronic до апреля 1992        | 88 кВт при 6,000 об/мин     | 109 Н/м при 4,500 об/мин     |
| 1.5                 | flat-4     | 1490 куб.см  | сдвоенные карбюраторы DRLA40                                          | 77 кВт                      |                              |
| 1.5 IE              | flat-4     | 1490 куб.см  | Bosch L3-1 Jetronic                                                   | 77 кВт при 6,000 об/мин     | 126 Н/м при 4,500 об/мин     |
| 1.5 IE Кат          | flat-4     | 1490 куб.см  | Bosch LE3 Jetronic до апреля 1992, Bosch Motronic MP3.1 с апреля 1992 | 70 кВт при 6,000 об/мин     | 125 Н/м при 4,500 об/мин     |
| 1.7 IE              | flat-4     | 1712 куб.см  | Bosch LE3 Jetronic до апреля 1992, Bosch Motronic MP3.1 с апреля 1992 | 81 кВт при 5,800 об/мин     | 153 Н/м при 4,500 об/мин     |
| 1.7 IE кат          | flat-4     | 1712 куб.см  | Bosch LE3 Jetronic до апреля 1992, Bosch Motronic MP3.1 с апреля 1992 | 79 кВт при 5,800 об/мин     | 149 Н/м при 4,500 об/мин     |
| 1.7 IE 16V          | flat-4     | 1712 куб.см  | Bosch Motronic ML4.1                                                  | 98-101 кВт при 6,500 об/мин | 157-161 Н/м при 4,600 об/мин |
| 1.7 IE 16V cat      | flat-4     | 1712 куб.см  | Bosch Motronic ML4.1                                                  | 95-97 кВт при 6,500 об/мин  | 151-151 Н/м при 4,600 об/мин |
| Дизельный двигатель |            |              |                                                                       |                             |                              |
| 1.8 TD i            | straight-3 | 1779 куб.см  | турбированный с интеркулером (VM HRT 392)                             | 62 кВт при 4,200 об/мин     | 178 Н/м при 2,400 об/мин     |

## Z33 Free Time концепт
Zagato создало удлиненный трёхдверный концепт — Компактвэн, опередивший Renault Scénic более чем на десятилетие. Прототип получил название «Z33 Free Time» и был показан в 1984 году на Женевском автосалоне. Данный проект был построен только в одном экземпляре. «Free Time» не был длиннее, чем обычная «33». Модель была чуть менее 4 метров в длину и сохранила большую часть своих ходовых качеств, но значительно увеличилось внутреннее пространство. Крошечный шестиместный автомобиль был построен на шасси 33, но визуально он был больше похож на Giulietta.